# Buitenleen
Een buitenleen, ook wel groot leen genoemd, was een leen dat weliswaar geen deel uitmaakte van een graafschap (of ander vorstendom), maar wel voor een leenhof moest worden verheven. Bijvoorbeeld de rechten op inkomsten van een molen of veerpont werden door het leenhof toegewezen (verheven).
Enkele voorbeelden van buitenlenen van het Land van Valkenburg zijn:
- Kasteel Stein
- Kasteel Wolfrath
- Leut
- Visserweert